# Luis Donaldo Pineda
Luis Donaldo Pineda Velázquez (Arcelia, Guerrero, México, 28 de diciembre de 1992), conocido también como Luis Pineda.
Es un futbolista mexicano. Juega como portero en el Club América, de la Primera División de México.

## Biografía
Pineda es un portero de 29 años con poca experiencia en primera división, pero es un portero muy ágil por su edad y peso (80 kg.) por lo que lo hace muy fácil para estirarse con mucha facilidad, actualmente no ha tenido oportunidades primera división, pero si en la categoría sub-20.[cita requerida]

## Trayectoria
Pineda, ha jugado en fuerzas básicas desde 2012 en el Torneo Apertura 2012 (S20) en donde ha jugado más en toda su carrera acumulando 540 minutos en 6 partidos. Y todos los partidos que ha jugado lo ha hecho como titular, en dicha división de 20'S 
tras trabajo tan duro y pesado no ha logrado competir con Moisés Muñoz y Hugo González.

## Clubes
| Club         | País   | Año             |
| ------------ | ------ | --------------- |
| Club América | México | 2012 - presente |

## Palmarés

### Títulos nacionales
| Título           | Club         | País   | Año  |
| ---------------- | ------------ | ------ | ---- |
| Primera División | Club América | México | 2014 |

### Títulos internacionales
| Título                  | Club         | País   | Año     |
| ----------------------- | ------------ | ------ | ------- |
| Concacaf Liga Campeones | Club América | México | 2014-15 |
| Concacaf Liga Campeones | Club América | México | 2015-16 |